# Amanda Dlamini
Amanda Dlamini   (Harding, 22 de juliol de 1988) és una migcampista de futbol sud-africana. Juga pel JVW FC. Va representar la selecció femenina de futbol de Sud-àfrica en els Jocs Olímpics de Londres 2012 d'Estiu.

## Carrera primerenca
Va néixer a Harding en KwaZulu-Natal. Va començar a jugar a futbol el 1999 per a un equip de nois anomenat Young Callies.

## Carrera internacional
Va fer el seu debut per a l'equip nacional sènior en 2007 amb un 5-0 perdent amb Nigèria en un classificat Olímpic. Va puntuar el seu primer objectiu internacional contra Països Baixos Va ser la top golejadora de la lliga de dones Sasol en 2008. Va formar part dels equips que van guanyar medalles de plata i bronze en el campionat de Dones africanes 2010 i 2012; en el de campionat de 2010 va ser nomenada Jugadora Més Valuosa. Va ser la capitana de l'equip nacional entre 2011 i 2013.
En 2012 va fundar Fundació de Noies Amanda Dlamini que apunta a proporcionar ajuda bàsica a noies en àrees rurals.